# USS Strong (DD-758)
El USS Strong (DD-758) fue un destructor clase Allen M. Sumner que sirvió tanto en la Armada de los Estados Unidos como en la Marina de Brasil. En esta bajo el nombre de CT Rio Grande do Norte (D-37).

## Historia
Fue puesto en gradas el 25 de julio de 1943, fue botado el 23 de abril de 1944 y puesto en servicio el 8 de marzo de 1945. Recibió upgrades bajo el programa FRAM II, en 1962. A mediados de los años sesenta, participó de la guerra de Vietnam.
En 1973, fue transferido a la Marina de Brasil, donde recibió el nombre de CT Rio Grande do Norte (D-37), y continuó su vida hasta su retiro, el 6 de febrero de 1996.